# Теймен Блокзейл
Теймен Блокзейл (нід. Thijmen Blokzijl, нар. 25 лютого 2005, Гронінген, Нідерланди) — нідерландський футболіст, центральний захисник клубу «Гронінген».

## Ігрова кар'єра

### Клубна
Теймен Блокзейл народився у Гронінгені і на молодіжному рівні грав за клуби зі свого рідного міста. У 2016 році він приєднався до футбольної академії місцевого клубу «Гронінген», з я ким у 2021 році підписав свій перший професійний контракт. Перша гра футболіста на професійному рівні відбулася 8 січня 2023 року, коли у матчі чемпіонату країни проти «Ексельсіора» Блокзейл вийшов ц стартовому складі.

### Збірна
У 2022 році у складі юнацької збірної Нідерландів (U-17) Теймен Блокзейл брав участь у юнацькому чемпіонаті Європи в Ізраїлі, де його команда поступилася лише у фіналі французьким одноліткам.

## Титули
Нідерланди (U-17)
 Срібний призер юнацького чемпіонату Європи: 2022
Особисті
- Команда місяця Ередивізі: січень 2025[4]